# Zheng Bao Yu
Zheng Bao Yu (originalmente conocida como Fah Lo Suee y actualmente como Loto Maldito), es un personaje que aparece en los cómics publicados por Marvel Comics. Es hija del Mandarín y de Jiang Li y hermana mayor de Shang-Chi.
Meng'er Zhang interpreta a la hermana de Shang-Chi, llamada Xialing en Shang-Chi y la leyenda de los Diez Anillos (2021), ambientada en el Universo cinematográfico de Marvel

## Historial de publicaciones
Apareciendo por primera vez en Master of Kung Fu # 26 (marzo de 1975), está basada en la personaje Fah Lo Suee, creado por el novelista británico Sax Rohmer (junto con su padre, el personaje Fu Manchú) y adaptado a Marvel Comics por Doug Moench y Keith Pollard. Debido a que Marvel perdió los derechos del personaje Fu Manchú, su nombre Fah Lo Suee fue cambiado a Zheng Bao Yu.
En las historias más recientes, escritas por Gene Luen Yang, no se menciona a Zheng Bao Yu, posiblemente ya no exista en la continuidad de Marvel, el guionista creó otras hermanas para Shang-Chi, en la miniserie Shang-Chi (2020) se revela que Hai-Dai es uno de los nombres de la Sociedad de las Cinco Armas, se dice que está entre los cinco hijos de Zheng Zu, cada uno manda una casa y de entre ellos, se elige al líder supremo, Shang- Chi, campeón de la Casa de la Mano Mortal, es elegida por el padre, pero su hermana Zheng Shi-Hua, Sister Hammer toma la iniciativa después de la muerte de su padre, Shi-Hua puede verse como el reemplazo de Bao Yu en el origen de Shang-Chi.

## Biografía ficticia
Nacida hace muchas décadas como hija del cerebro criminal Zheng Zu, Zheng Bao Yu originalmente siguió los pasos de su padre, usando el nombre Fah Lo Suee. Eventualmente, Zheng Bao Yu se desilusionó por el idealismo equivocado de su padre para la conquista del mundo y desarrolló una mentalidad más pragmática. Después de obtener su propia facción de asesinos Si-Fan de Zheng Zu, Zheng Bao Yu intentaría convencer a Shang-Chi para que la ayudara a usurpar a su padre de su imperio criminal, solo para ser rechazada por su heroico medio hermano. Zheng Bao Yu eventualmente lideraría su propia organización criminal, los Oriental Expeditors, quienes eran una fachada para la secta Dagas Doradas. Después de que Shang-Chi y sus aliados derribaran las Dagas Doradas, ella se alía brevemente con ellas para ayudar a derrotar a Zheng Zu.
Después de colaborar con la inteligencia británica, Fah Loh Suee finalmente fue nombrada directora del MI-6. Sus esfuerzos la colocaron perpetuamente en desacuerdo con Shang-Chi y sus compañeros agentes del MI-6.
Años más tarde, una vez más se involucró en el inframundo criminal. Ahora, con el nombre de Loto Maldito, encabezó un imperio de narcóticos que suministraba una droga altamente adictiva, Wild Tiger, con la mafia Wild Tiger, una de las facciones de la organización de tu padre dirigida por Deng Ling-Xiao, actuando como fachada para ella en Hong Kong. A pesar de que Shang-Chi derribó a la mafia Wild Tiger, ella elude la captura. Shang-Chi nunca descubre la participación de su media hermana.
Zheng Bao Yu es reclutada por Caroline le Fay, la hija de Morgana le Fey y el Doctor Doom, en la encarnación de Caroline de las Doom Maidens. Ahora con el control total de los asesinos Hai Dai de Zheng Zu, reanuda el experimento olvidado hace mucho tiempo de su padre de bioingeniería de huevos de Brood como armas. Las crías de Brood de los huevos se utilizan para llevar a cabo golpes en el barrio chino de Nueva York por la pandilla Ghost Boys a instancias de Bao Yu. La trama es descubierta por Misty Knight y Annabelle Riggs de los Defensores sin Miedo con la ayuda de Elsa Bloodstone; los tres llevan a Bao Yu y sus asesinos y científicos Hai Dai a un laboratorio subterráneo (donde Bao Yu revela su nombre real al grupo). Con la ayuda de No-Name de Brood, los Defensores sin Miedo derrotan al Hai-Dai y destruyen los experimentos, lo que obliga a Bao Yu a teletransportarse lejos de su guarida; luego se enfrenta a Caroline por no brindarle suficiente protección. Bao Yu se une a Caroline y las otras Doom Maidens en un ritual para otorgar a Caroline los poderes que ha estado anhelando. El ritual es interrumpido por los Defensores sin Miedo, que derrotan a Bao Yu y las otras Doom Maidens en la batalla posterior, con Frankie Raye extrayendo la energía del ritual, evitando que Caroline complete su transformación. Sin embargo, Caroline aún logra tener éxito en el ritual secundario de restaurar a su madre, Morgana le Fey.

## Poderes y habilidades
Zheng Bao Yu posee una longevidad sobrehumana, debido a su consumo del Elixir de la vida. Al igual que su padre, ella es una mente criminal tortuosa y astuta y es una genio en la mayoría de los campos del conocimiento, incluida la alquimia y la hechicería. Al igual que su medio hermano y su padre, también es una experta combatiente cuerpo a cuerpo. Bao Yu también es hipnóticamente seductora: su voz y sus movimientos llaman la atención, y sus ojos pueden atrapar a un hombre en momentos. Ha manipulado fácilmente a una variedad de hombres para que se enamoren de ella, dedicados a cumplir sus deseos. Ocasionalmente usa vapores perfumados o rubíes hipnóticos para mejorar aún más sus habilidades.

## En otros medios
En Shang-Chi y la leyenda de los Diez Anillos (2021) aparece un personaje llamado Xu Xialing interpretada por Meng'er Zhang, que se basa en Zheng Bao Yui con cualidades similares con la Hermana Daga.  Ella es retratada como la hermana de Shang-Chi que se había escapado de su casa para comenzar su propio grupo de las entrañas. Finalmente es llevada de regreso con su padre, Wenwu, donde se revela que se le había impedido entrenar, lo que la obligó a entrenar en secreto. Luego comenzó un club de lucha en Macao donde se reunió con Shang-Chi. Cuando los Diez Anillos lo atacan para reclamar el colgante de Xialing, ella ayuda a luchar contra ellos y proteger a la amiga de Shang-Chi, Katy, hasta que Wenwu interrumpe la pelea resultante. Cuando está en Ta Lo, Xialing ayuda a luchar contra los Diez Anillos y más tarde contra los secuaces del Habitante en la Oscuridad. Al final de la película, su vínculo con su hermano se renueva. Sin embargo, opta por hacerse cargo de la organización Diez Anillos, donde la reestructura hasta el punto en que también contiene mujeres luchadoras.